# Immeuble (80 rue du Commerce, 3 rue du Président-Merville, Tours)
Pour les articles homonymes, voir Hôtel (homonymie).
L'immeuble des 80 rue du Commerce et 3 rue du Président-Merville est situé à Tours dans le Vieux-Tours. La cave datant du XIVe siècle sur croisée d'ogives fait l’objet d’une inscription au titre des monuments historiques depuis 1966.